# Dźwięki muzyki (musical)
Dźwięki muzyki (ang. The Sound of Music) – amerykański musical autorstwa Richarda Rodgersa (muzyka) i Oscara Hammersteina II. Po raz pierwszy został wystawiony na Broadwayu w 1959 roku.